# 锡比乌路德会主教座堂
锡比乌路德会主教座堂（德语：Evangelische Stadtpfarrkirche in Hermannstadt，罗马尼亚语：Catedrala evanghelică din Sibiu）是罗马尼亚特兰西瓦尼亚地区传统的宗教和政治中心锡比乌最著名的哥特式教堂，位于上城区的Huet广场，其宏伟的73.34米高的尖顶是该市最高的建筑物。

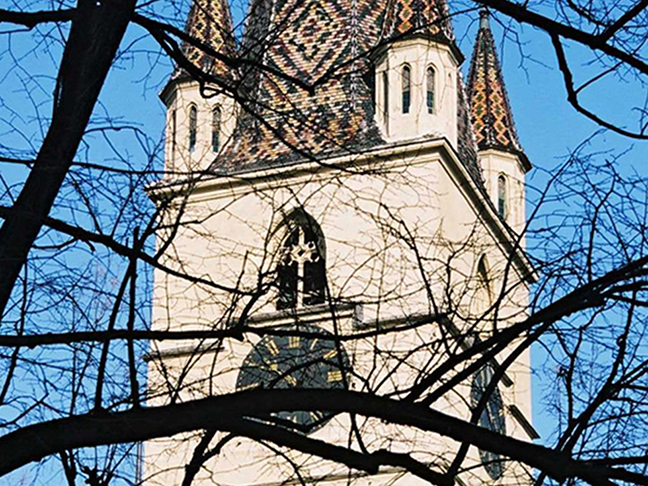
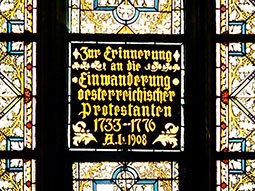
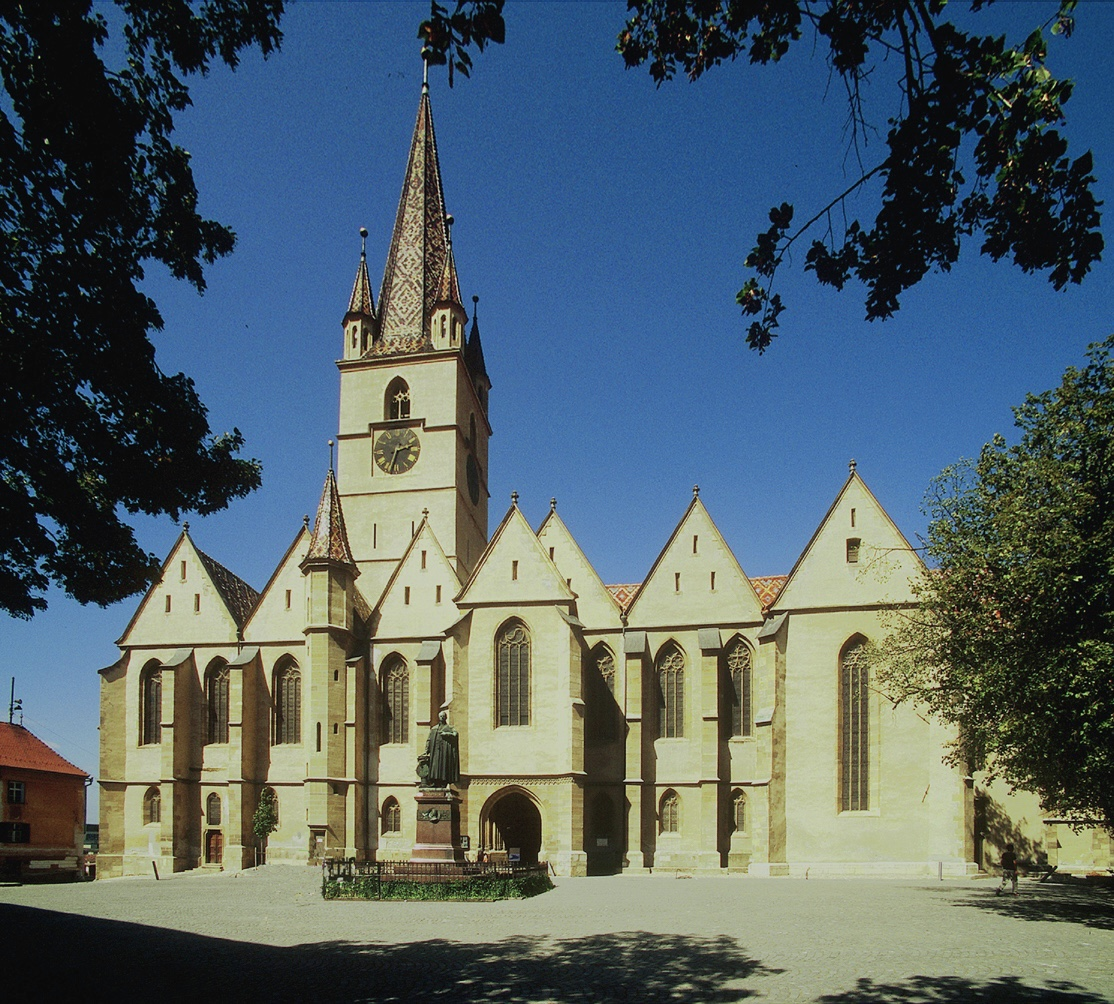
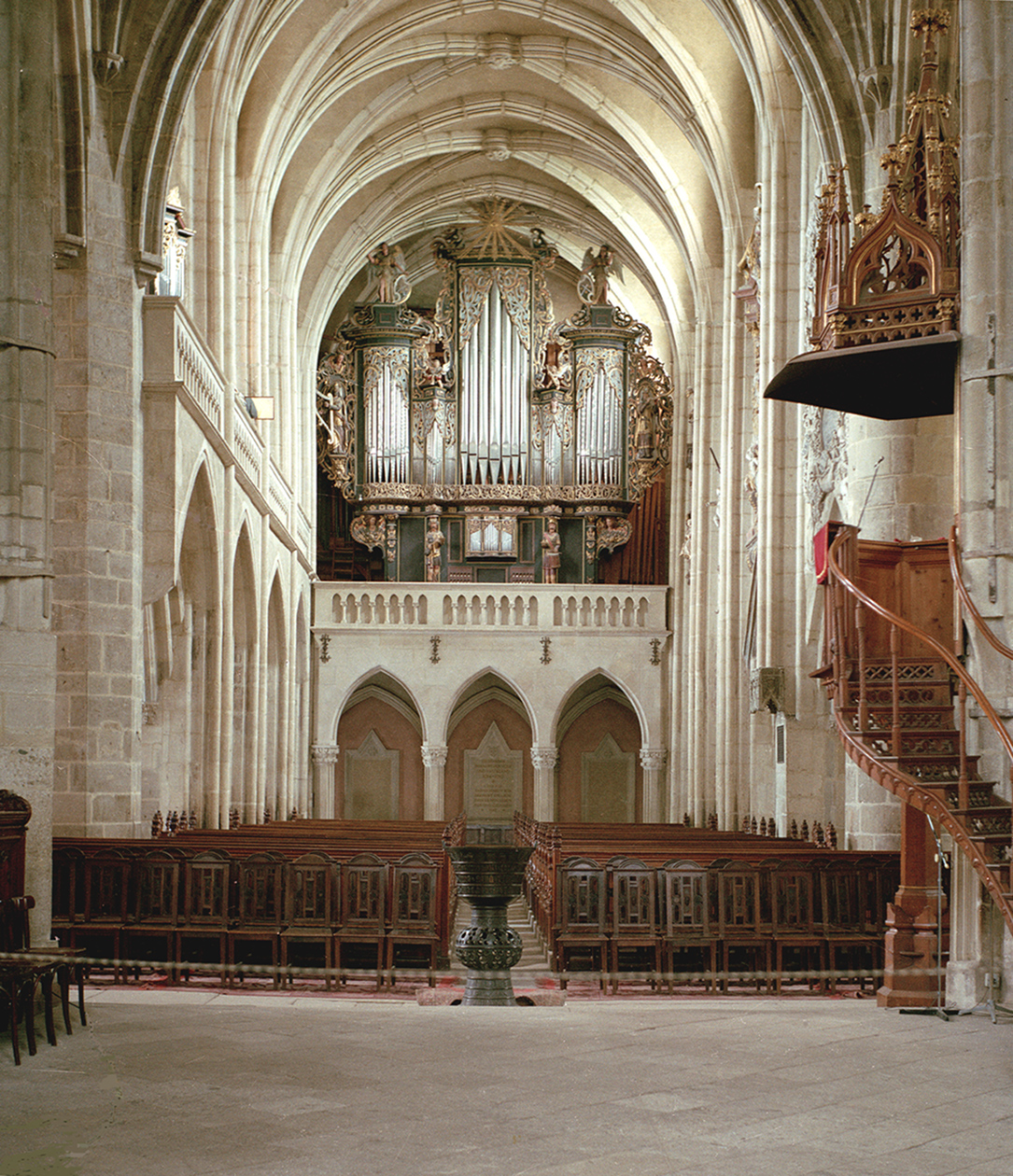
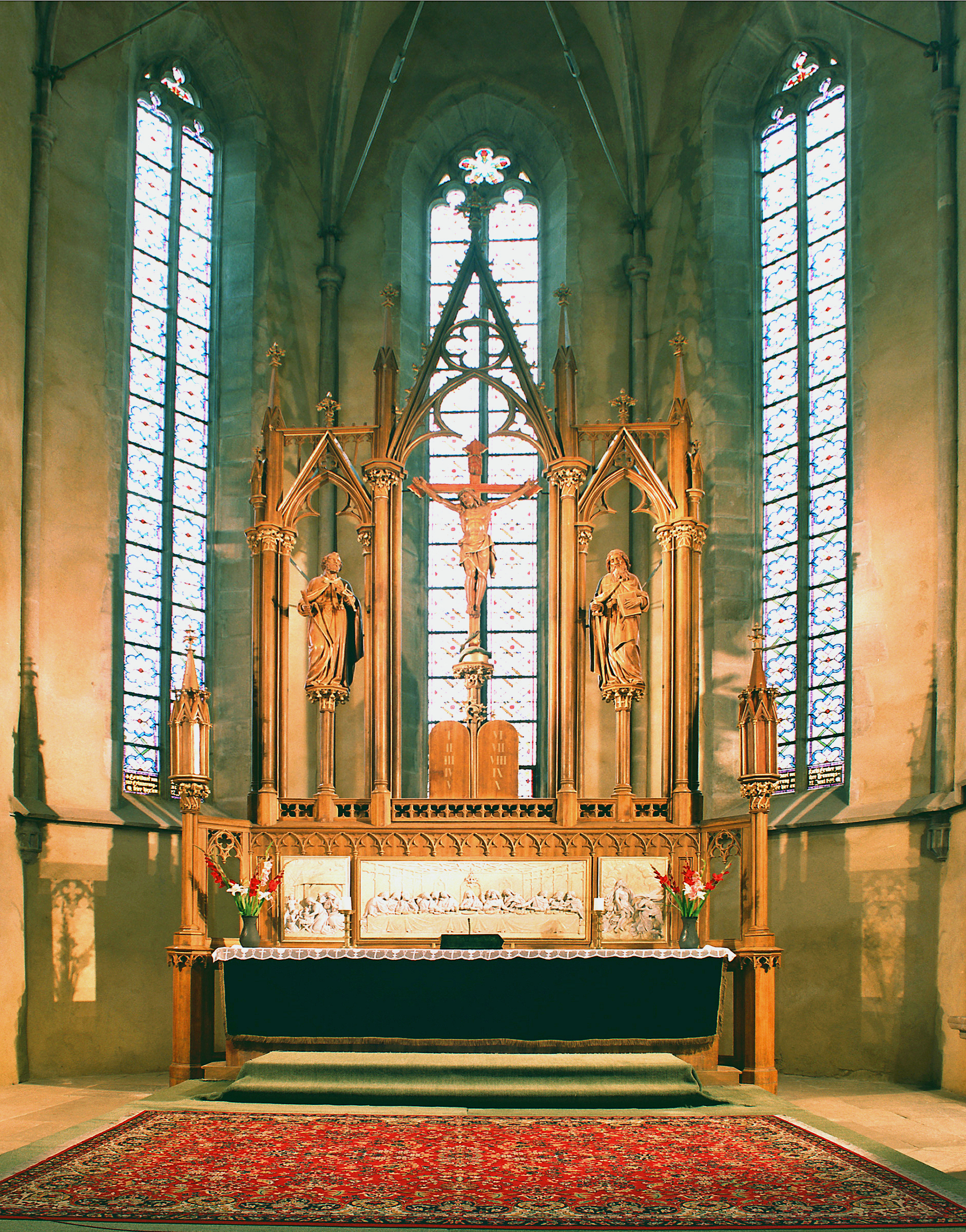
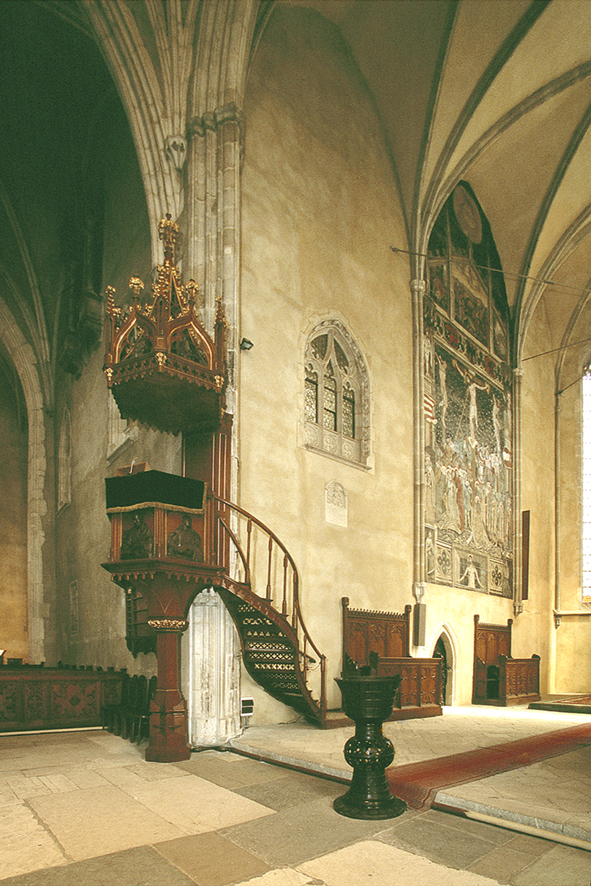
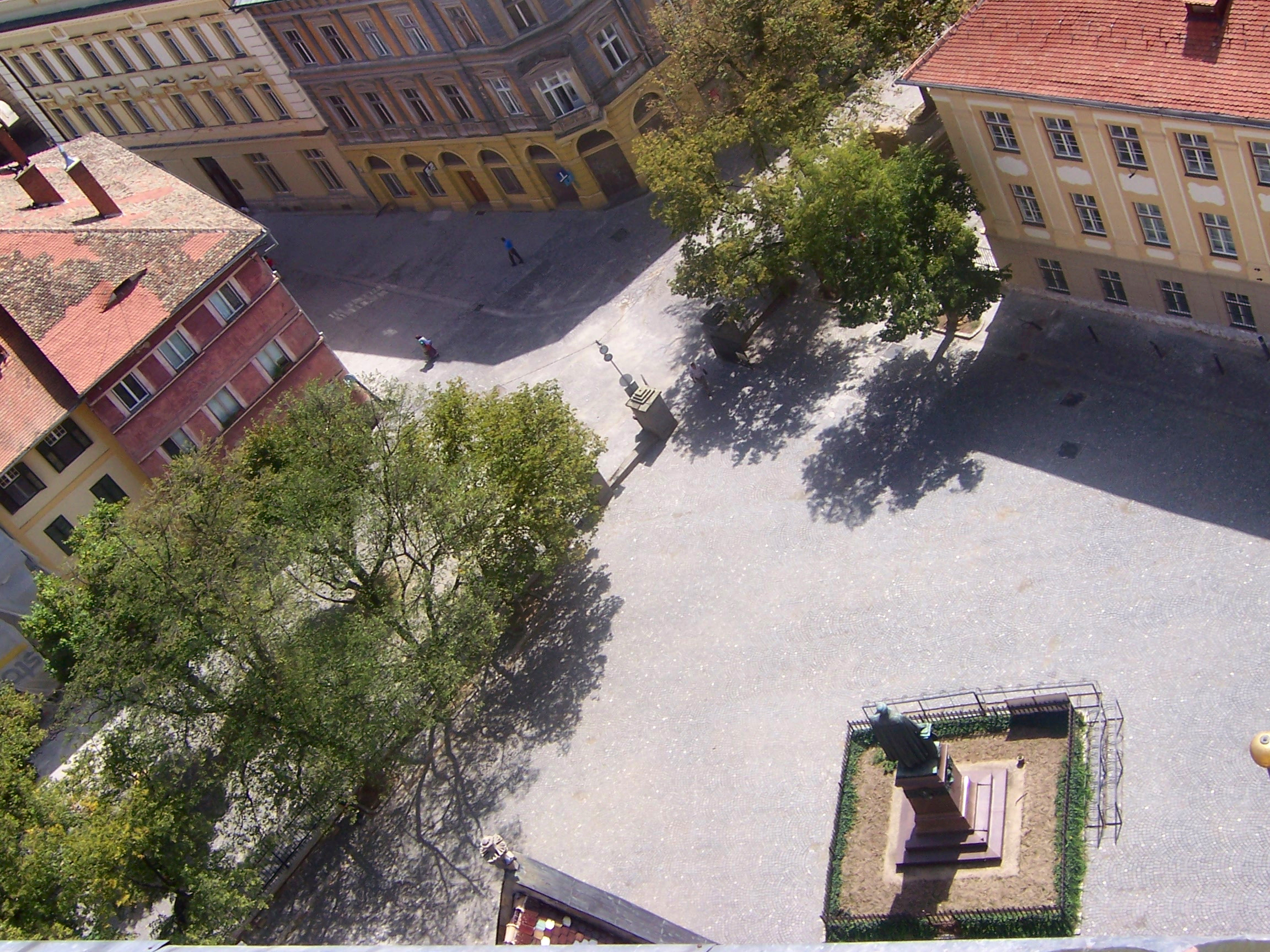